# Línea Gunchū

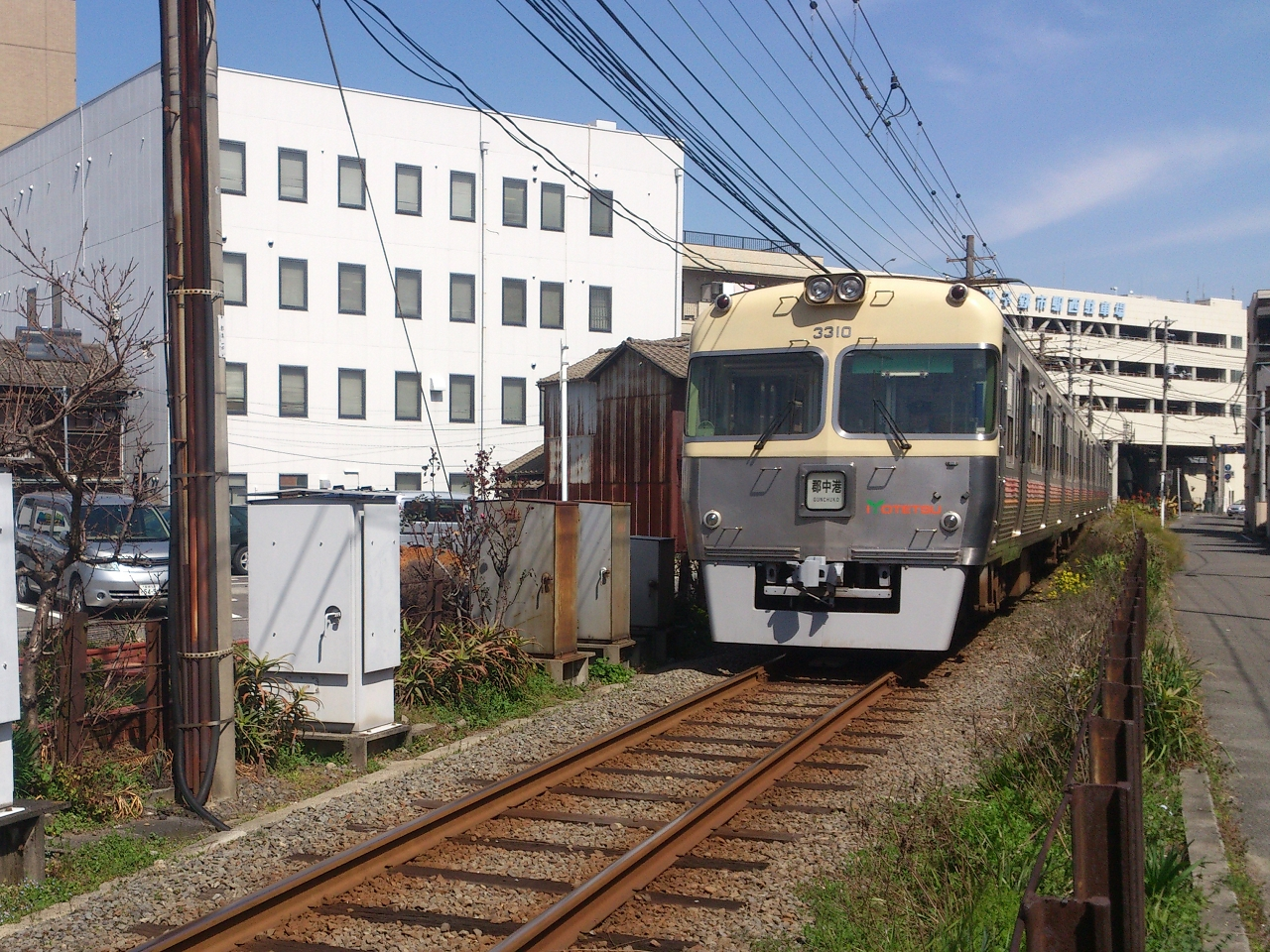
Tren de la línea Gunchu.

La línea Gunchu (郡中線 Gunchū-sen?), es una línea de ferrocarril local de Ferrocarril Iyo que se extiende entre las ciudades de Matsuyama e Iyo, ambas en la prefectura de Ehime. Sus estaciones cabeceras son las estaciones Ciudad de Matsuyama, en la ciudad homónima, y Puerto de Gunchu (郡中港駅 Gunchūkō-eki?), en la ciudad de Iyo.

## Características
Corre en forma casi paralela a la línea Yosan de la Japan Railways, aunque más hacia el oeste. Dado que comunica zonas urbanas cuenta con una mayor cantidad de servicios que la línea estatal.

## Datos
- Distancia total: 11,3 km
- Ancho de vía: 1067mm
- Cantidad de estaciones: 12 (incluidas las cabeceras)
- Cantidad de vías: vía única
- Electrificación: toda la línea (DC750V)

## Estaciones
1. Estación Ciudad de Matsuyama (松山市駅 Matsuyamashi-eki?), combinación con las líneas locales Takahama y Yokogawara, y la línea urbana Hanazono.
2. Estación Dobashi (土橋駅 Dobashi-eki?)
3. Estación Doida (土居田駅 Doida-eki?)
4. Estación Yōgo (余戸駅 Yōgo-eki?)
5. Estación Kamata (鎌田駅 Kamata-eki?)
6. Estación Okada (岡田駅 Okada-eki?)
7. Estación Koizumi (古泉駅 Koizumi-eki?)
8. Estación Masaki (松前駅 Masaki-eki?)
9. Estación Jizomachi (地蔵町駅 Jizōmachi-eki?)
10. Estación Shinkawa (新川駅 Shinkawa-eki?)
11. Estación Gunchu (郡中駅 Gunchū-eki?)
12. Estación Puerto de Gunchu (郡中港駅 Gunchūkō-eki?), combinación con la Línea Yosan de la Japan Railways.

Barrio
- 1 ~ 5：Ciudad de Matsuyama
- 6 ~ 9：Pueblo de Masaki
- 10 ~ 12：Ciudad de Iyo

## Servicios
Sólo cuenta con servicios comunes. No se conecta en forma directa con la línea Takahama y tampoco con la línea Yokogawara. Tiene una frecuencia de 15 minutos entre las 9 y 20:30.
El trayecto completo demora unos 24 minutos.

## Historia
- 1896: el 4 de julio el trayecto entre la Estación Fujiwara (藤原駅 Fujiwara-eki?), actual estación Ciudad de Matsuyama, y Gunchū es inaugurado por la empresa Ferrocarril Nanyo (南予鉄道 Nan'yo-tetsudō?). El proyecto original contemplaba su extensión hasta la ciudad de Yawatahama. Ferrocarril Iyo también tenía planes para extender su red hacia el sur, pero no llegó a concretarse.
- 1900: el 1° de mayo Ferrocarril Iyo absorbe Ferrocarril Nanyo, pasando a ser la línea Gunchu. La estación Fujiwara es integrada a la estación Togawa (外側駅 Togawa-eki?), actual estación Ciudad de Matsuyama.
- 1901: el 21 de febrero se inaugura la estación Jizomachi.
- 1902: el 1° de junio la estación Sotogawa pasa a llamarse estación Matsuyama.
- 1909: el 1° de julio se inaugura la estación Shinkawa.
- 1910: el 18 de julio se inaugura la estación Okada.
- 1927: el 1° de marzo la estación Matsuyama pasa a denominarse estación Ciudad de Matsuyama.
- 1930: el 6 de marzo se inaugura la estación Doida.
- 1937: el 22 de julio toda la línea pasa de tener un ancho de vía de 762 mm a tener un ancho de vía de 1067 mm.
- 1939: el 10 de mayo se inaugura el tramo entre las estaciones Gunchu y Puerto de Gunchu.
- 1950: el 10 de mayo se electrifica el tramo entre las estaciones Ciudad de Matsuyama y Puerto de Gunchu.
- 1953: el 15 de abril se inaugura la estación Dobashi.
- 1967: el 15 de febrero se inaugura la estación Kamata.
- 1967: el 9 de marzo se inaugura la estación Koizumu.
- 1981: la línea pasa a tener una corriente de 750V.
- 1991: